# Дом Августа Минца (Щецин)
Дом Августа Минца в Щецине — жилой дом, в городе Щецин, северо-западная Польша. Расположен в округу Центрум района Средместье, на углу улиц Папы Иоанна Павла II и Силезской, на Грюнвальдской площади.

## История
Здание было спроектировано Георгом Зонненштулем, строительные работы велись около 1898 году. Здание было построено для Августа Минца. В 1900 году помещение со стороны Грюнвальдской площади (тогда Кайзер-Вильгельм-Платц) заняла аптека доктора Г. Люкенбаха («Apotheke von dr. G. Luckenbach»). После окончания войны в том же помещении была открыта новая аптека компании «Cefarm Szczecin». Большая часть довоенной обстановки помещений аптеки сохранилась до наших дней. В 2003 году фасадные часы с 1928 года, скрытые за рекламой, были обнаружены, а привод был заменен на электрический.
Во время или после Второй мировой войны здание утратило часть внешнего декора. Некоторые из деталей также могли быть удалены в результате приспособления чердака для жилых целей. 24 января 1977 года дом был внесен в реестр памятников (№ 796).

## Галерея

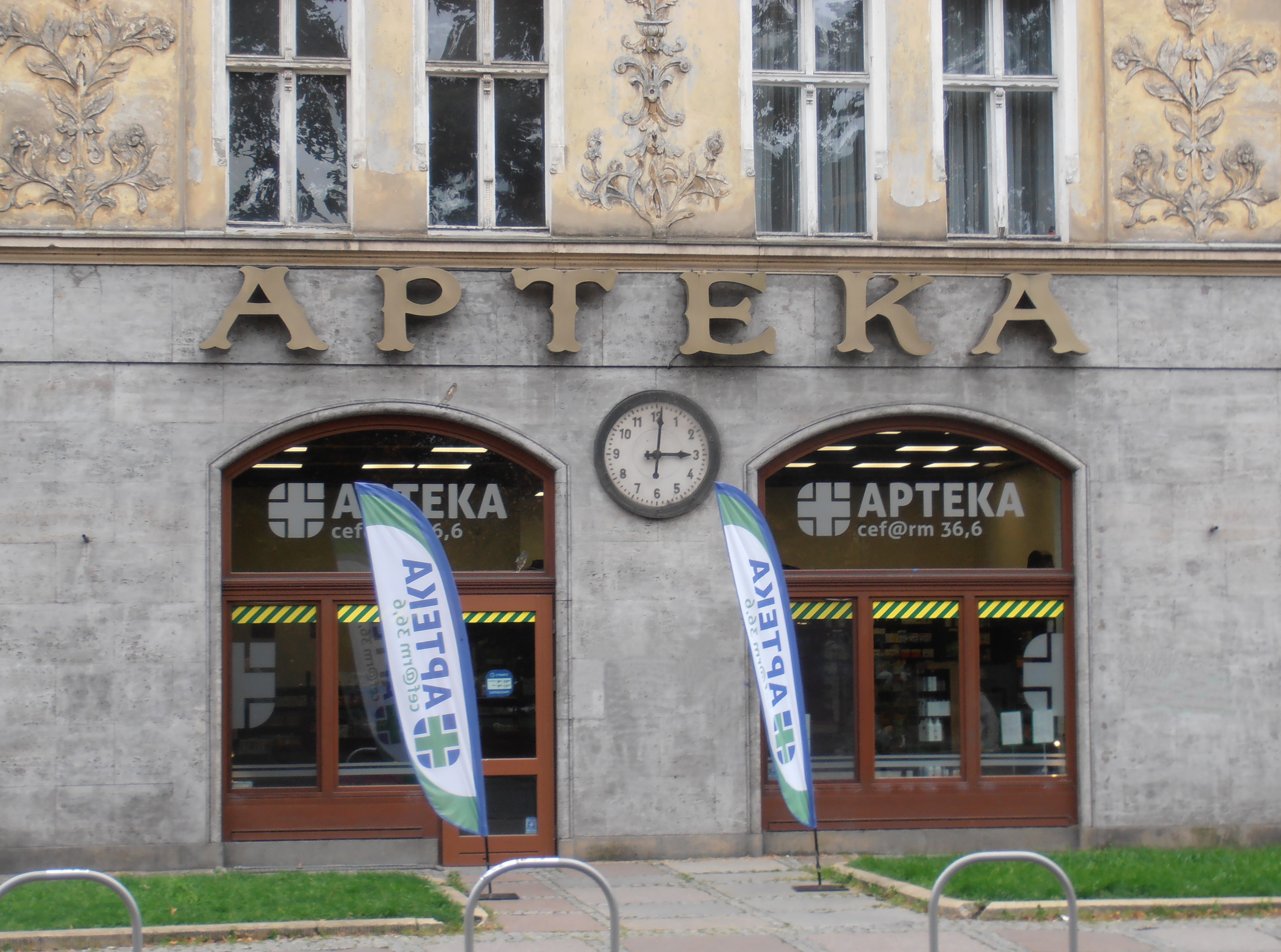
Фасад аптеки
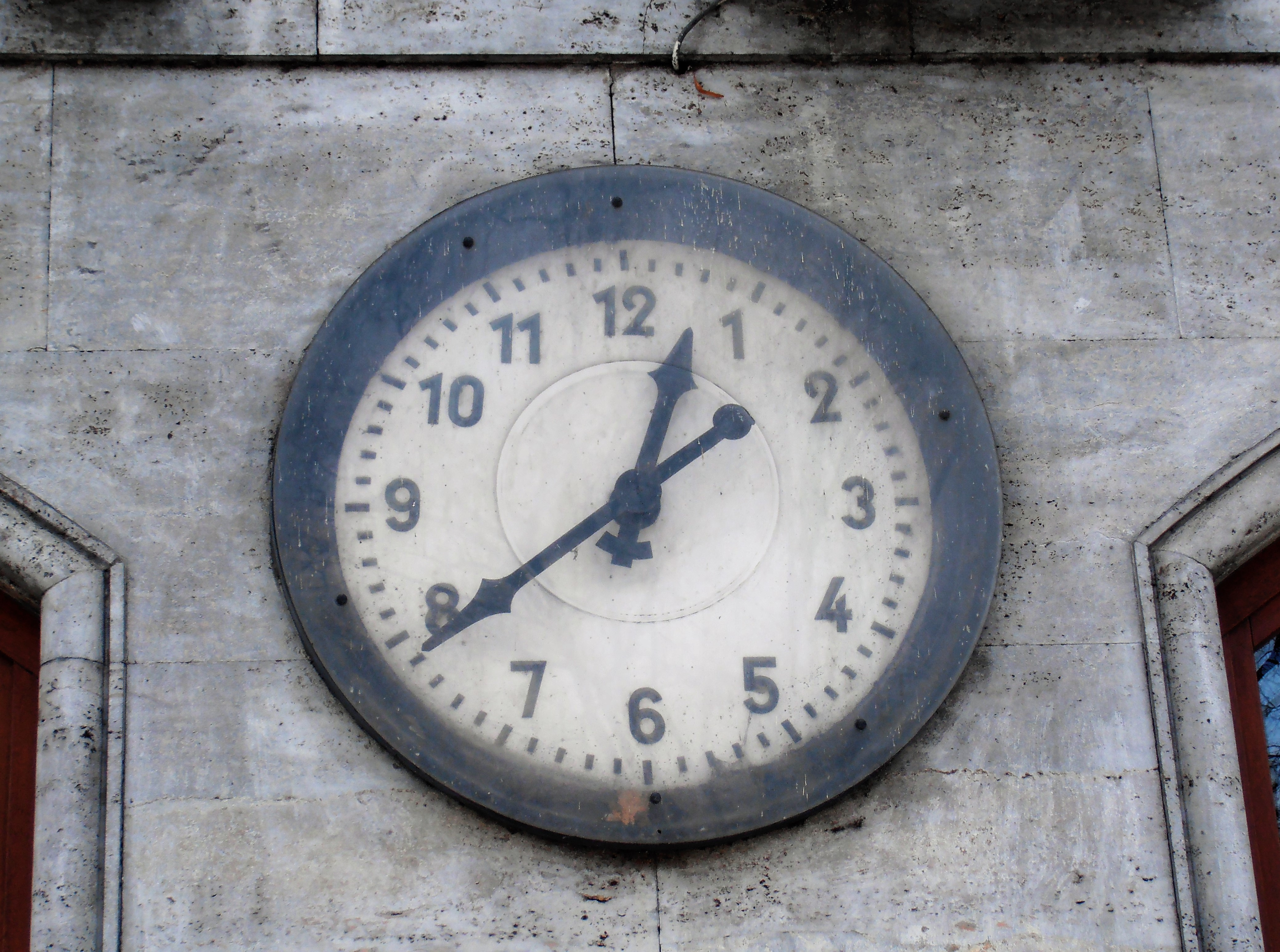
Реплика довоенных часов
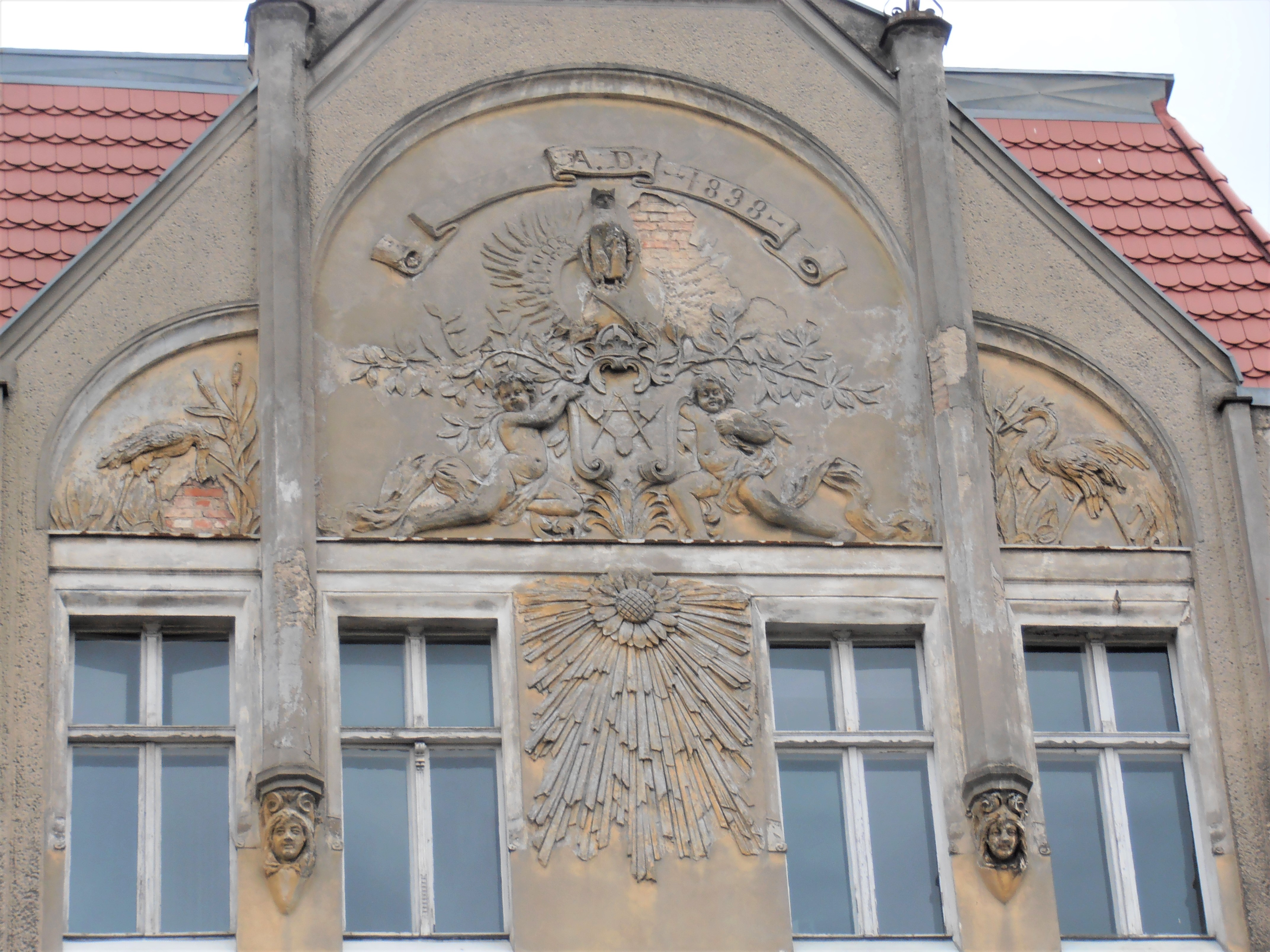
Оформление фронтона здания
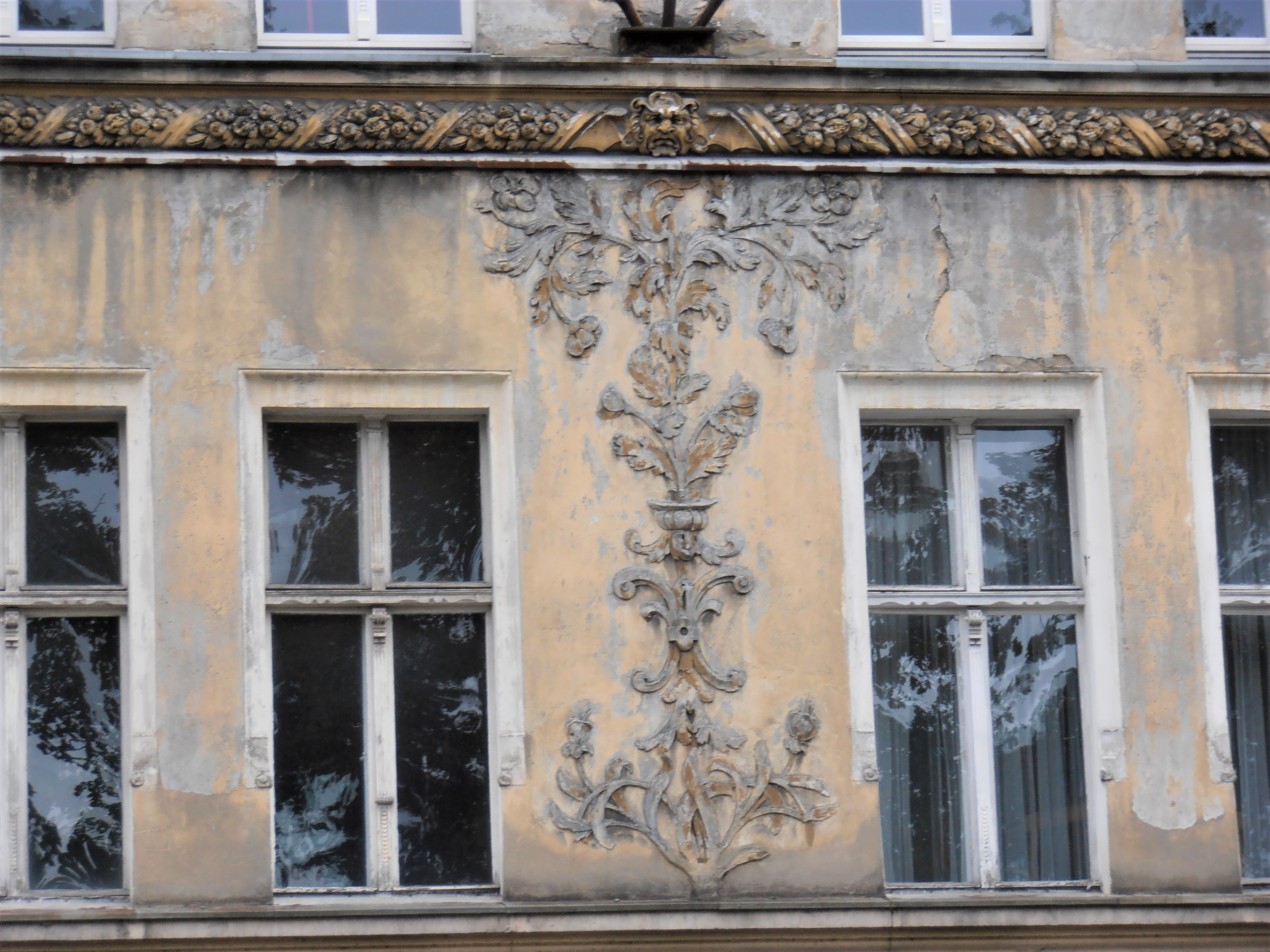
Оформление фасада со стороны Грюнвальдской площади
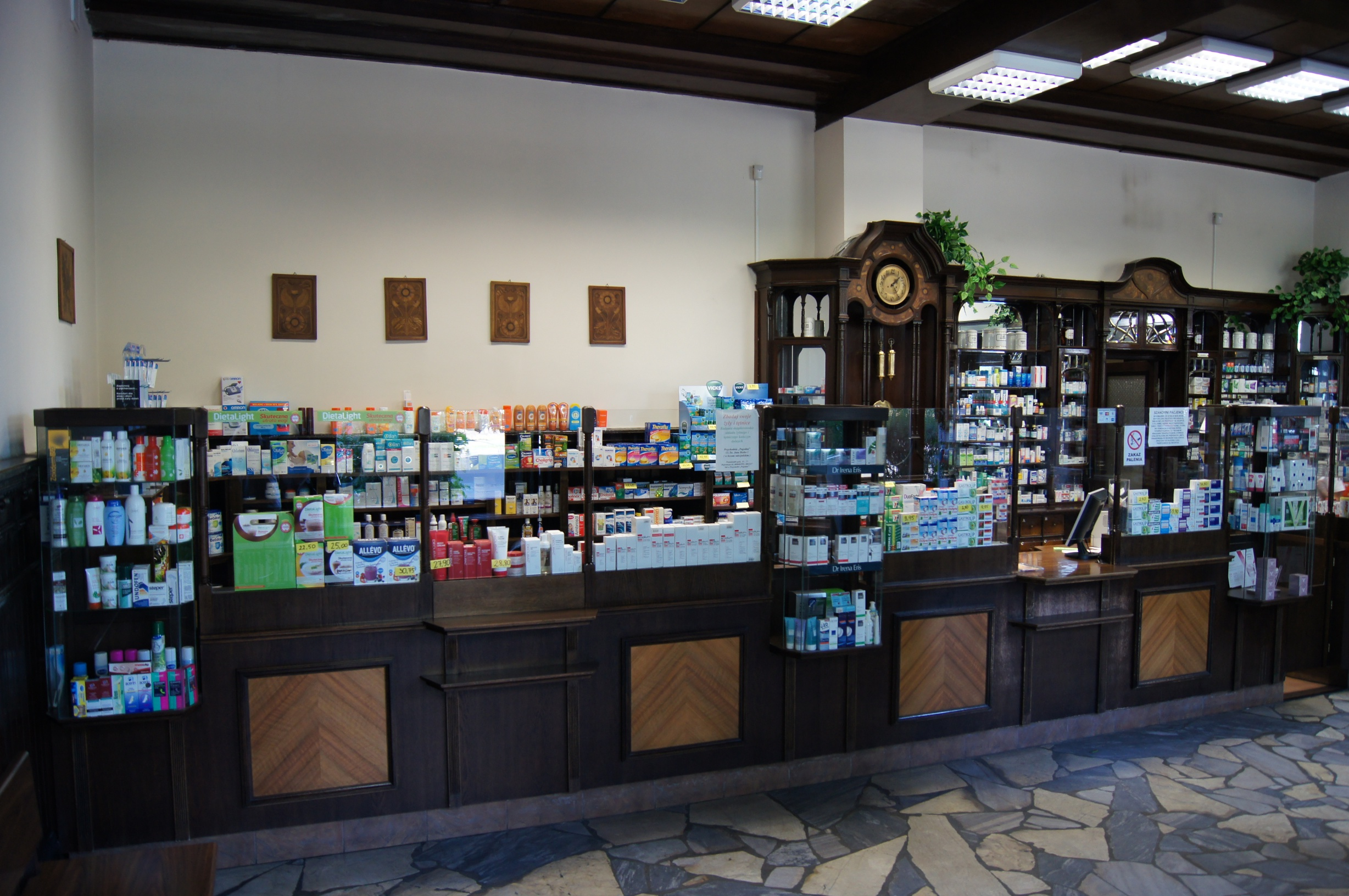
Аптечная полка с часом
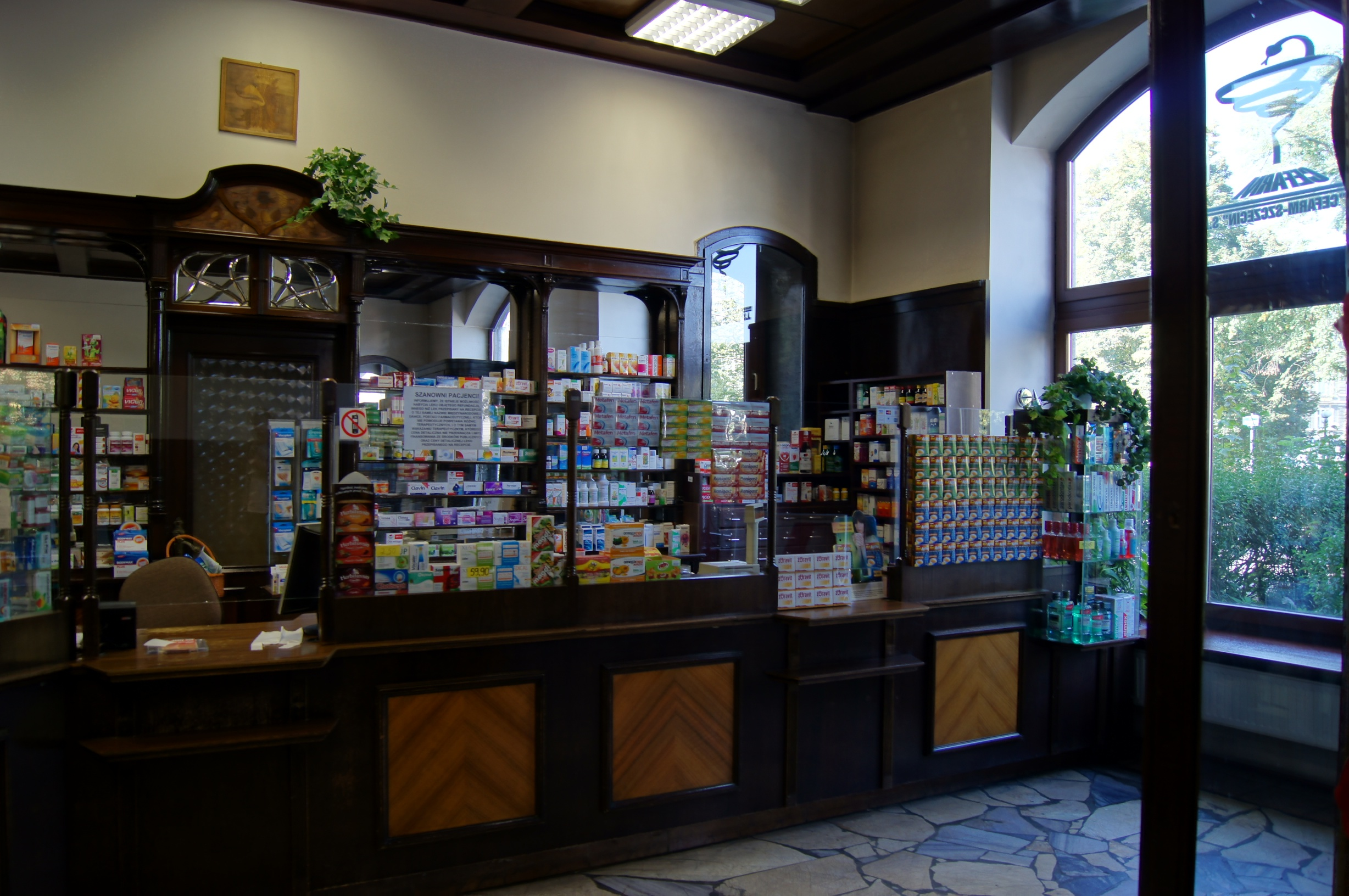
Аптечная полка
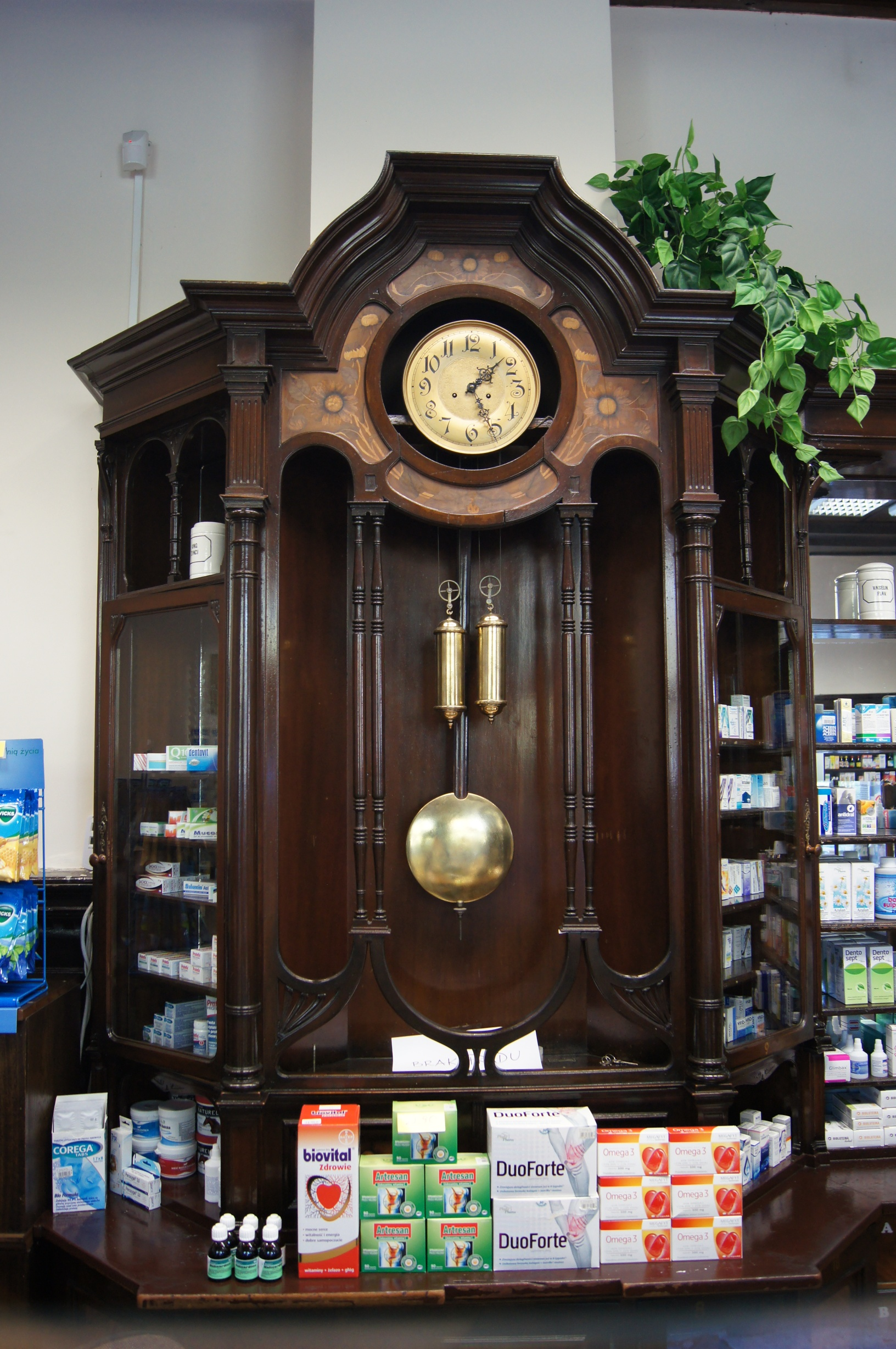
Часы
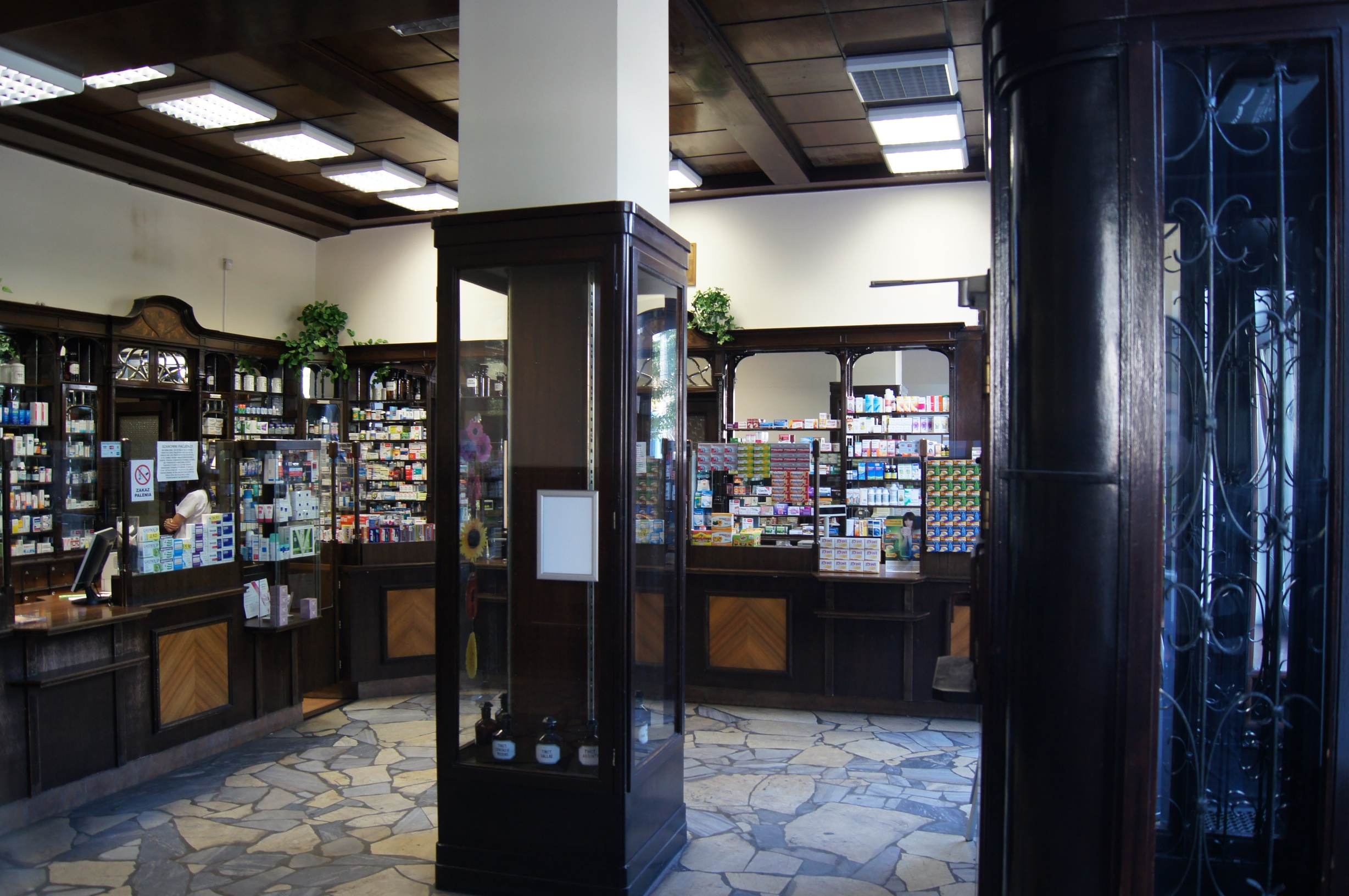
Витрина с выставкой аптечной посуды